# خوليان ميراليس
خوليان ميراليس (بالإسبانية: Julián Miralles Caballero)‏ مواليد 18 سبتمبر 1965 في بلنسية، إسبانيا، هو متسابق دراجات نارية إسباني. نافس في سباقات بطولة العالم لفئة 500 سي سي ولفئة 125 سي سي.

## روابط خارجية
- خوليان ميراليس على موقع MotoGP.com (الإنجليزية)